# Eduardo Jimeno y Canencia
Eduardo Gimeno y Canencia (Madrid, 1838-Madrid, 1868) fue un pintor, grabador y litógrafo español. Cultivó la pintura de historia.

## Biografía
Nació en Madrid en 1838, hijo del pintor Vicente Jimeno, pensionado que había sido en Roma, profesor de la Escuela de Pintura e individuo de la Academia de San Fernando. Guiado desde su niñez por los consejos de su padre, y respondiendo con entusiasmo a su vocación, aprendió las nociones del arte bajo la dirección del mismo, debiéndose a estas circunstancias la pureza clásica de su dibujo, pues Vicente Jimeno, que como colorista no llegó a ocupar nunca un lugar preferente entre los pintores españoles, poseía buen conocimiento del dibujo, como demostrarían los muchos que dejó de su mano y conservaban con aprecio sus amigos y discípulos. Matriculado su hijo en las clases de la Academia de San Fernando, alcanzó en ellas numerosos premios, distinguiéndose entre todos sus compañeros por su acierto en copiar del natural.
Tuvo en cierto modo que abandonar sus estudios de los maestros, pues agobiado su padre por pérdidas de familia, Eduardo Jimeno tuvo que desempeñar la mayor parte de las obras a Vicente, en especial numerosas restauraciones, trascurriendo de este modo algunos años en que sólo pudo dedicarse a corregir desperfectos de pinturas ajenas y ejecutar copias en el Museo del Prado por encargo de algunos particulares. Sin embargo, también puedo realizar numerosos trabajos de pequeña entidad, de escuela esencialmente española.
Así trascurrieron algunos años, hasta que llegado el de 1858, y anunciada oposición para proveer una plaza de pensionado en Italia, el joven Jimeno se inscribió en ella y verificó los primeros ejercicios con el mayor lucimiento. Llegado el tercero, que consistía en un cuadro de regulares dimensiones representando La despedida de Cayo Graco de su familia, trazó la composición, y poco después de empezar a desarrollarla tuvo la desgracia de perder a su padre, a la edad de veinte años. Se encargó de su madre política y de su hermana, que a la sazón contaba tres años, y continuó la ejecución de su cuadro, terminándolo, a pesar de las naturales interrupciones que produjo la referida desgracia dentro del plazo reglamentario.
Prosiguió ejerciendo la pintura como único medio de atender a las obligaciones que se había impuesto, y cuando faltaba la luz del día se encerraba con los libros, devorando cuantos llegaban a sus manos. A veces abandonaba los libros para entregarse a trabajos de anatomía, mecánica o química. La falta de método en sus estudios le habría perjudicado bastante, formándole un carácter algo excéntrico, que había de reflejarse más tarde en sus trabajos pictóricos. Por entonces empezó su mejor cuadro, que presentó en la Exposición Nacional de 1860: el pasaje de la Divina Comedia que representa al conde Ugolino castigando al arzobispo Ruggieri, al que Ossorio y Bernard no duda en su Galería biográfica de artistas españoles del siglo XIX (1883-1884) en clasificar entre los más notables de la escuela contemporánea.
Poco tiempo después marchó con una comisión artística a Francia e Inglaterra, pintando en la capital de esta última nación una serie de cuadritos de capricho para M. Wair y otras personas, entre las que agradaba extraordinariamente el estilo original de Jimeno; pero llamado nuevamente a España por las atenciones de su familia, tuvo que abandonar las islas británicas, y volver a su país natal, donde, en opinión de Ossorio y Bernard, nunca pudieron comprenderle.
Más de una vez habría lamentado su regreso a España, y más de una vez lo lamentaron sus amigos, que veían marchitarse estérilmente la juventud y disposición de Jimeno. También concurrió con otras obras a las inmediatas exposiciones. Sus asuntos fueron los siguientes: La pesadilla, El sueño tranquilo, El sábado y La noche de ánimas, propiedad de José de Sancha; La venida de los Reyes, que fue adquirido por el Gobierno y se conservaba en el Museo de Murcia; y La resurrección de la hija de Jairo. Este último cuadro, que había sido pintado para optar a la pensión de Roma por segunda vez, y que pasó a ser propiedad de los duques de Escalona, fue un nuevo desengaño y un nuevo disgusto para su autor, que no pudo conseguir el sueño de toda su vida: trasladarse a Roma. Al fallecer el arquitecto Matías Laviña, Jimeno fue nombrado para sustituirle, en concepto de interino, en la cátedra de principios de dibujo que aquel desempeñaba en la Escuela de Bellas Artes, y que por las enfermedades de dicho arquitecto venía supliendo Jimeno desde hacía algunos años antes. También dirigió, mediante oposición, la enseñanza de dibujo en la sociedad titulada El Fomento de las Artes. Estas lecciones, así como las particulares que tuvo a su cargo, le robaban la mayor parte de su tiempo, que no podía dedicar a la ejecución de nuevas obras pictóricas. Sin embargo, además de las ya referidas pueden citarse los siguientes trabajos de su mano: retratos de Miguel Orive y señora, Manuel Escolar, José Sancha, Francisco de P. Ossorio, Pablo Velasco, Gregorio Perogordo y muchos más que se conservan en poder de particulares; cuatro bodegones, de gran tamaño, dos paisajes y cuatro Asuntos moriscos, para José Sancha. También fue autor de La embriaguez de Noé, Una vista general de Panticosa, otra con un detalle del mismo punto, Hernán Cortés derribando los ídolos mejicanos (figuró después de la muerte del artista en la Exposición Nacional de 1871), Una madre enseñando á su niño la acción de persignarse, Nuestra Señora del Carmen, Un nigromántico, varios frescos en el palacio del Conde de Isla Fernández, y casas particulares, Una bacante, figura de tamaño pequeño, que tenía en propiedad Ossorio y Bernard.
Ejecutó igualmente numerosas litografías para el periódico El Arte en España y otras publicaciones ilustradas, y en los últimos años se dedicó al grabado al aguafuerte, que facilitó en extremo, mediante, según Ossorio y Bernard, un procedimiento de su invención, cuyo secreto se perdió con su muerte por haber destruido las preparaciones químicas, fruto de su aplicación. Sus últimos trabajos en este género fueron un retrato de Dante para la Divina Comedia, traducida por el conde de Cheste, y las reproducciones de los frescos existentes en la casa llamada del Sordo, por haber sido propiedad de Goya, para el periódico antes referido. También contribuyó en gran manera a la restauración de la catedral de León, cuyas vidrieras se hallaban en un estado deplorable. Alterada su salud por una antigua afección al hígado, marchó a los baños de Quinto, de cuyo punto regresó a Madrid el 15 de agosto de 1868 en tan grave estado, que tres días más tarde falleció. Ossorio y Bernard cuenta que habría tenido «el triste consuelo de cerrar sus ojos».